# 'Na gita a li Castelli
Una gita a li Castelli, anche nota come Nannì, è una famosa canzone romanesca scritta da Franco Silvestri nel 1926 ed interpretata da Ettore Petrolini, (La voce del padrone, HN 517) inserita nella raccolta Melanconie petroliniane 1 (EMI Italiana, 3C 062-17821 M) del 1972.

## Storia
Canzone rappresentativa della manifestazione canora di Marino, fu cantata qui per la prima volta nel 1928 da Romolo Balzani alla Sagra dell'Uva, vestito in abiti da carrettiere di vino.
Fu portata al successo in tutto il mondo nell'interpretazione di Ettore Petrolini.

## Interpretazioni
Il brano è stato eseguito da numerosi artisti, tra gli altri: Anna Magnani, Oscar Carboni e Duo Fasano, Luciano Tajoli, Claudio Villa, Nilla Pizzi, Alvaro Amici, Lando Fiorini, Gabriella Ferri ed Antonio Romano.
La canzone è divenuta in breve l'"inno" dei Castelli Romani ed è diffusissima in tutti i comuni castellani.